# Marcelo Knobel
Marcelo Knobel (Buenos Aires, 18 de julho de 1968) é um físico brasileiro nascido na Argentina. Seus pais migraram para Campinas, Brasil, fugindo da ditadura militar quando tinha 8 anos.
É professor titular do Instituto de Física Gleb Wataghin da Universidade Estadual de Campinas (IFGW–Unicamp) e ao longo da carreira trabalhou na área experimental de magnetismo e materiais magnéticos, em pesquisas de percepção pública da ciência, na divulgação científica e de educação superior. 
Tomou posse como reitor da Unicamp em abril de 2017 para um mandato de quatro anos, após vencer a consulta à comunidade acadêmica em primeiro turno e ter seu nome confirmado pelo Conselho Universitário (Consu) e pelo governador de São Paulo, Geraldo Alckmin.
No dia 15 de fevereiro de 2023, Marcelo Knobel foi anunciado pelo Insper como o novo presidente da instituição, substituindo o economista Marcos Lisboa após 8 anos no cargo. Marcelo assumiu a presidência do Insper integralmente no dia 1º de março de 2023. 

## Carreira acadêmica
Graduou-se Bacharel em física em 1989 e realizou doutorado em ciências em 1992 pela Unicamp, e estágios de pós-doutorado no Instituto Eletrotécnico Nacional Galileo Ferraris (Turim, Itália) e no Instituto de Magnetismo Aplicado (Madri, Espanha).
Foi pioneiro no estudo da magnetoresistência gigante em sistemas granulares e também na investigação da magnetoimpedância gigante em fios e fitas amorfos e nanocristalinos.
Na Unicamp, além de ser professor titular do Instituto de Física Gleb Wataghin (IFGW), colabora com as atividades do Laboratório de Estudos Avançados em Jornalismo (Labjor) e do Núcleo de Desenvolvimento da Criatividade (Nudecri). Já publicou mais de 270 artigos científicos e 15 capítulos de livros, e frequentemente escreve artigos de opinião e de divulgação científica para jornais e revistas. É editor-in-chief da revista científica Journal of Magnetism and Magnetic Materials (Elsevier).
Foi membro (notório saber) da Comissão Nacional de Avaliação da Educação Superior (Conaes), de 2010 a 2016, além de membro do Comitê Assessor de Física e Astronomia do Conselho Nacional de Desenvolvimento Científico e Tecnológico (CNPq) e da Coordenação de Área de Física da Fundação de Amparo à Pesquisa do Estado de São Paulo (Fapesp). Também é fellow da Eisenhower Fellowships (2007), da John Simon Guggenheim Memorial Foundation (2009) e da Fundação Lemann (2015). É senior member da IEEE.
Recebeu, entre outros, o Prêmio de Reconhecimento Acadêmico Zeferino Vaz (2004), da Unicamp, e o TWAS-ROLAC Young Scientist Prize (2007). Em 2010, foi agraciado pela Presidência da República com a insígnia de Comendador da Ordem Nacional do Mérito Científico.
Em seu trabalho de divulgação científica, idealizou o Museu Exploratório de Ciências da Unicamp, foi editor-chefe da revista Ciência & Cultura da SBPC durante 10 anos (2007-2017) e coordena a série Meio de Cultura da Editora da Unicamp. Idealizou e coordenou o projeto NanoAventura, exposição interativa e itinerante sobre nanociência e nanotecnologia para crianças e adolescentes com recursos tecnológicos, que recebeu mais de 150 mil visitantes.
Em maio de 2020, criou o canal Espaço Recíproco no YouTube, no qual promove conversas com nomes das ciências, das artes, dos negócios e outras áreas, com foco na difusão do pensamento científico, da inovação e da universidade pública. Mantém também o perfil Espaço Recíproco no Instagram.

## Cargos administrativos

#### Coordenações e diretorias
Na Unicamp, foi coordenador do Laboratório de Materiais e Baixas Temperaturas (1999-2009); coordenador associado e coordenador de Graduação do Instituto de Física Gleb Wataghin (IFGW, 2000-2002); coordenador do Núcleo de Desenvolvimento da Criatividade (Nudecri, 2002-2006) e primeiro diretor do Museu Exploratório de Ciências (2006- 2008). Fora da universidade, dirigiu, de agosto de 2015 a novembro de 2016, o Laboratório Nacional de Nanotecnologia (LNNano) do Centro Nacional de Pesquisa em Energia e Materiais (CNPEM). Foi curador científico da exposição “Einstein” realizada pelo Instituto Sangari em parceria com o American Museum of Natural History (AMNH). 

#### Pró-reitoria de Graduação
Na Unicamp, Knobel foi pró-reitor de Graduação da universidade na gestão do médico Fernando Ferreira Costa, de 2009 a 2013. Nesse período, foi responsável, entre outras ações, pela implantação do Programa Interdisciplinar de Educação Superior (ProFIS), que alia formação inovadora a inclusão social e ação afirmativa. Os estudantes do ProFIS são escolhidos em escolas públicas de Campinas a partir de suas notas no Enem, sem necessidade de vestibular. Cursam dois anos de formação geral (em áreas como economia, literatura e “planeta Terra”) e depois podem optar por praticamente qualquer curso da universidade, inclusive medicina. Pela iniciativa, foi reconhecido com sua equipe com o  Prêmio Péter Murányi 2013 – Educação.

#### Reitoria
Em 19 de abril de 2017, tomou posse como reitor da Unicamp, para um mandato de quatro anos, após vencer a consulta à comunidade acadêmica em primeiro turno e ter seu nome confirmado pelo Conselho Universitário (Consu) e pelo então governador de São Paulo, Geraldo Alckmin. Knobel é o 12º na linha de sucessão de Zeferino Vaz, fundador e primeiro reitor da universidade.
Sua gestão teve medidas de contenção de despesar que permitiram recuperar o equilíbrio financeiro da universidade.
Na gestão, implantou uma mudança significativa no acesso à universidade, implantando as cotas étnico-raciais, o vestibular indígena, e reserva de 20% de vagas a serem preenchidas com resultados do ENEM. Além disso criou o programa de Vagas Olímpicas, processo no qual medalhistas de competições científicas também podem ingressar na instituição sem passar pelo vestibular. Também implantou as cotas étnico-raciais nos dois colégios técnicos da Universidade: Cotuca e Cotil.
Criou a Diretoria Executiva de Direitos Humanos, o Instituto de Estudos Avançados (IdEA), a Diretoria Executiva de Ensino Pré-Universitário, a Diretoria Executiva da Área de Saúde e a Diretoria Executiva de Planejamento Integrado, responsável pelo inovador projeto do HUB Internacional para o Desenvolvimento Sustentável (HIDS). 
No início da pandemia da Covid-19, a Unicamp foi a primeira universidade brasileira a suspender as atividades presenciais não-essenciais. As aulas foram retomadas semanas depois, de forma remota. Nesse período, a universidade lançou a campanha Abrace o Futuro para arrecadar verbas complementares para atividades de pesquisa, assistência social, atendimento nos hospitais e ensino. 

#### Academia Mundial de Ciências
Em novembro de 2024, foi nomeado como Fellow da Academia Mundial de Ciências, em vigor a partir de 1º de janeiro de 2025.